# Saunders-Roe Cloud
Die Saunders-Roe Cloud (kurz: Saro Cloud) war ein britisches Amphibien-Flugboot der 1930er Jahre.

## Entwicklung und Einsatz
Die Saro Cloud erschien 1930 als vergrößerte Weiterentwicklung des Passagier-Flugboots Saro Cutty Sark von 1929. Von der zivilen Version A.19 wurden vier Exemplare gebaut und mit unterschiedlichen Motoren ausgestattet. Eine Cloud wurde in die ČSR verkauft. Der erste Prototyp (G-ABCJ), der anfangs an Kanada ging, wurde drei Jahre später von Saro wieder zurückgekauft und 1938 für Tests mit anderen Tragflächen ausgerüstet. 1931 erschien als Nachfolger die Saro Windhover, allerdings nur als Prototyp.
Für die Royal Air Force wurde ein Prototyp getestet, die daraufhin sechzehn als A.29 bezeichnete Maschinen für die Ausbildung von Piloten und Navigatoren bestellte, die von August 1933 bis Juni 1935 ausgeliefert wurden. Geflogen wurden sie bis 1936 bei der Seaplane Training Squadron in Calshot und bis zum Ende der 1930er Jahre bei der School of Air Pilotage in Andover sowie der No. 48 Squadron.
Obwohl sie zu diesem Zeitpunkt völlig veraltet waren, dienten einige Cloud bis Juni 1940 neben Ausbildungszwecken noch zur Küstenüberwachung und als U-Boot-Abwehrflugzeug. Dazu konnte die Cloud vier 22,5-kg-Bomben oder zwei bis vier 45-kg-Wasserbomben unter den Tragflügeln mitführen. Als Verbindungsflugzeug eingesetzt, konnte die Cloud sechs bis acht Passagiere transportieren.

## Museum

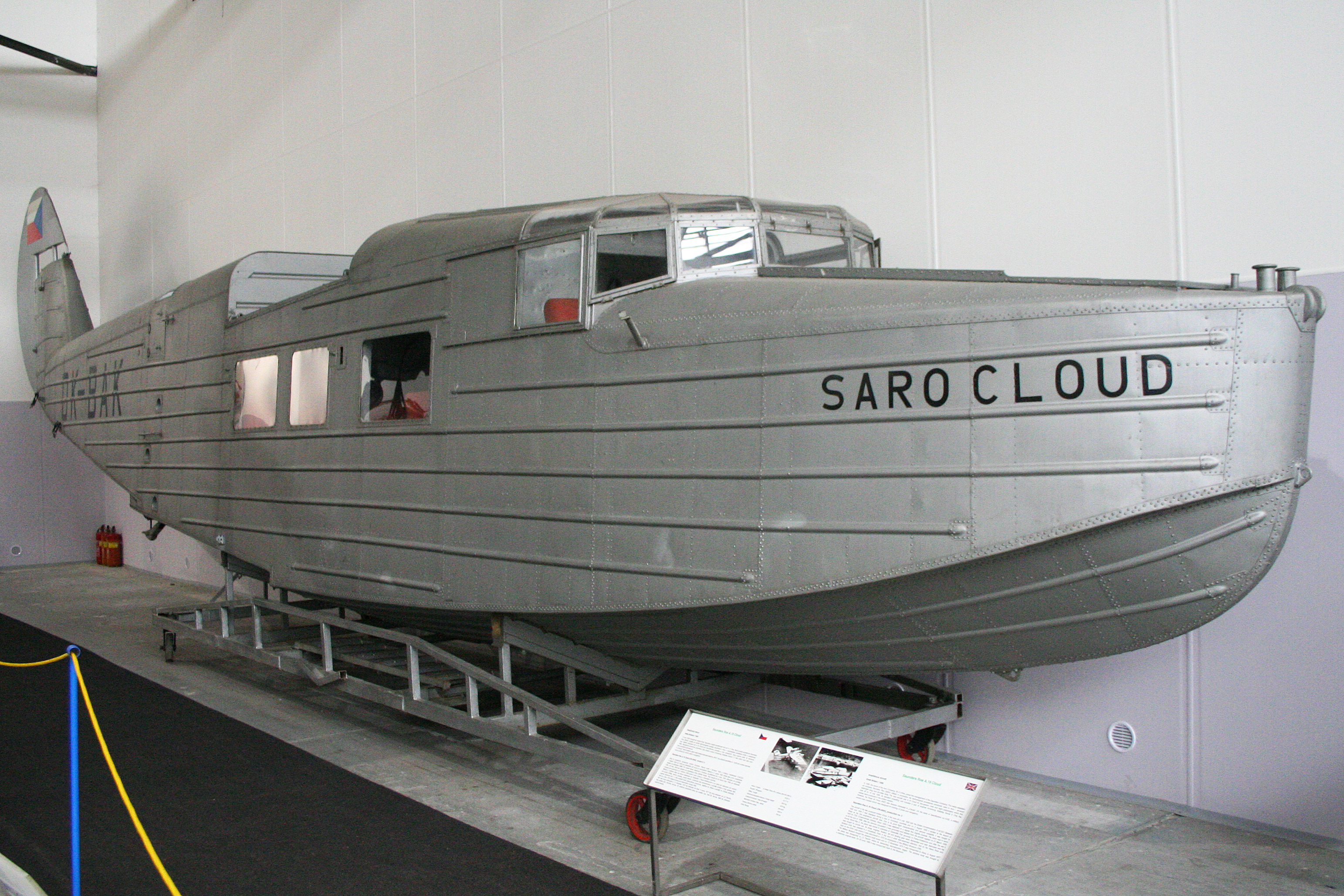
Saro A.19 Cloud OK-BAK im Luftfahrtmuseum Kbely

Im Luftfahrtmuseum Prag-Kbely ist der Rumpf der in die ČSR verkauften Cloud ausgestellt. Das Flugzeug war nach der Zerschlagung der Tschechoslowakei stillgelegt und nach dem Zweiten Weltkrieg verkauft worden. Nachdem die Tragflächen, Triebwerke, Schwimmer, das Fahrwerk und das Heck demontiert wurden, wurde der Rumpf als Hausboot genutzt, zunächst auf der Moldau, später auf dem Stausee Orlík. Dort wurde der Rumpf 1975 von Mitarbeitern des Armeemuseums entdeckt und vom Museum erworben. Der Rumpf wurde weitgehend originalgetreu restauriert und ist seit 1995 in Kbely ausgestellt.

## Taktisch-technische Daten

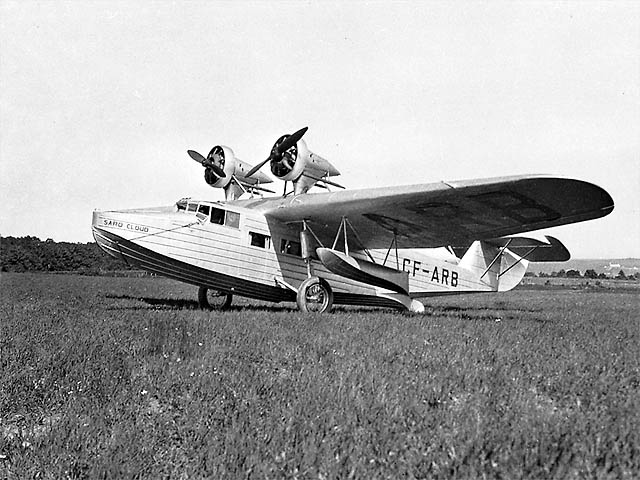
Eine Saunders-Roe Cloud

| Kenngröße                       | Daten                                                                           |
| ------------------------------- | ------------------------------------------------------------------------------- |
| Besatzung                       | 4–5 oder 2 + 8 Schüler                                                          |
| Spannweite                      | 19,50 m                                                                         |
| Länge                           | 15,20 m                                                                         |
| Höhe                            | 5,00 m                                                                          |
| Flügelfläche                    | 60,40 m                                                                         |
| Flügelstreckung                 | 6,3                                                                             |
| Leermasse                       | 2750 kg                                                                         |
| Startmasse                      | normal 4350 kg maximal 4500 kg                                                  |
| Triebwerk                       | zwei 10-Zylinder-Doppelsternmotoren Armstrong Siddeley Serval                   |
| Leistung                        | je 250,07 kW (340 PS)                                                           |
| Höchstgeschwindigkeit           | 190 km/h in 1900 m Höhe                                                         |
| Reisegeschwindigkeit            | 150 km/h in 1900 m Höhe                                                         |
| Steiggeschwindigkeit            | 220 m/min                                                                       |
| Gipfelhöhe                      | praktisch 4270 m                                                                |
| Reichweite                      | 900 km                                                                          |
| Aktionsradius                   | 350 km                                                                          |
| Flugdauer                       | 6 h bei 150 km/h                                                                |
| Bewaffnung                      | je ein bewegliches MG im Rumpfbug und auf dem Rumpfrücken                       |
| Abwurfmunition (U-Jagd-Version) | vier 22,5-kg-Bomben oder zwei bis vier 45-kg-Wasserbomben unter den Tragflächen |